# Louzac-Saint-André
Louzac-Saint-André ist eine französische Gemeinde mit 964 Einwohnern (Stand: 1. Januar 2022) im Département Charente. Sie gehört zum Arrondissement Cognac und zum Kanton Cognac-1. Die Einwohner nennen sich Louzacais-Andrésiens.

## Geografie
Louzac-Saint-André ist die westlichste Gemeinde des Départements Charente. Sie liegt etwa sieben Kilometer westnordwestlich von Cognac.
Die Nachbargemeinden von Louzac-Saint-André sind Val-de-Cognac im Norden und Osten, Saint-Laurent-de-Cognac im Süden sowie Chérac im Westen.

## Geschichte
1972 wurden Louzac und Saint-André zusammengeschlossen.

## Bevölkerungsentwicklung
| Jahr                                                              | 1962 | 1968 | 1975 | 1982 | 1990 | 1999 | 2006 | 2019 |
| ----------------------------------------------------------------- | ---- | ---- | ---- | ---- | ---- | ---- | ---- | ---- |
| Einwohner                                                         | 356  | 396  | 755  | 747  | 953  | 991  | 993  | 991  |
| Quellen: Cassini und INSEE, bis 1968 einschließlich allein Louzac |      |      |      |      |      |      |      |      |

## Sehenswürdigkeiten
- Kirche Saint-Martin in Louzac, Ende des 12. Jahrhunderts erbaut, Umbauten aus dem 14. und 16. Jahrhundert, seit 1991 Monument historique
- Kirche Saint-André aus dem 12. Jahrhundert, seit 1991 Monument historique
- Schloss Font Joyeuse

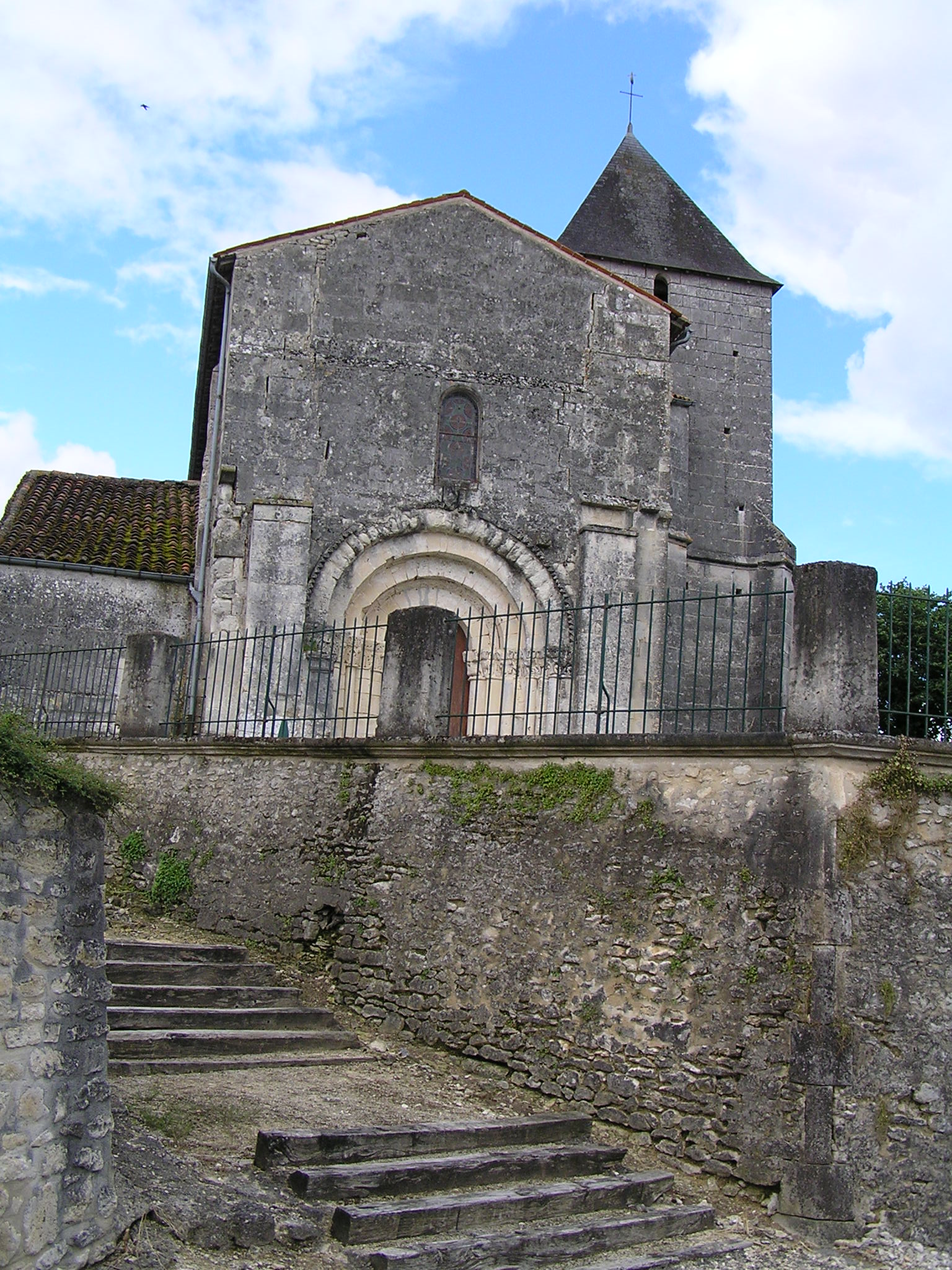
Kirche Saint-Martin
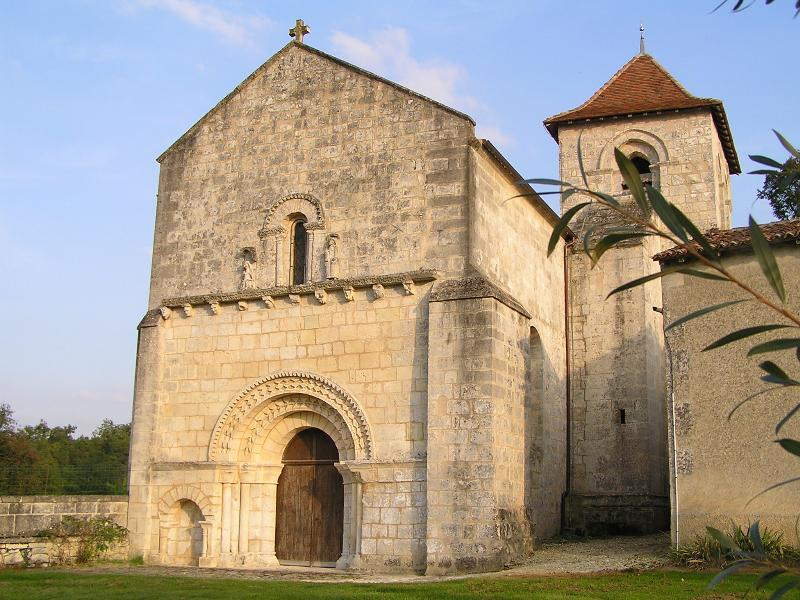
Kirche Saint-André
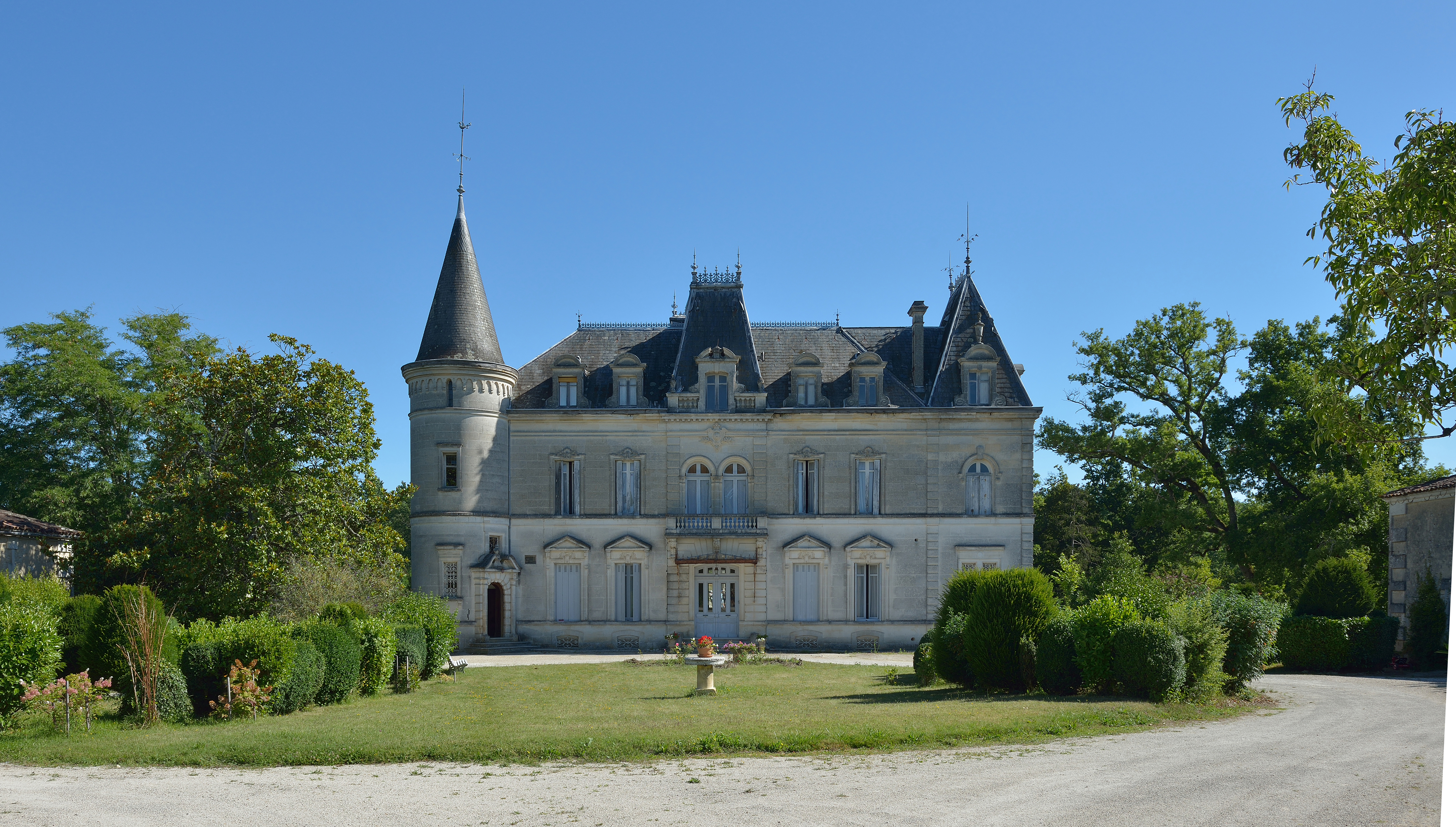
Schloss Font Joyeuse

## Gemeindepartnerschaft
Mit der Schweizer Gemeinde Villeret im Kanton Bern besteht eine Partnerschaft.